# Tenente-coronel
Tenente-coronel é uma patente militar de oficial superior, situada entre a de major e a de coronel. Existe em quase todos os exércitos e forças aéreas do mundo, bem como em muitas outras forças militares, paramilitares ou de segurança. É equivalente à patente de capitão de fragata nas marinhas de Portugal e do Brasil.
Nesse posto, o militar pode receber o comando de um Batalhão.

## História
O posto de tenente-coronel foi introduzido nos exércitos europeus no século XVII. "Tenente-coronel" resulta da contração do termo "tenente do coronel", ou seja o oficial que coadjuva ou substitui o coronel.
Nos exércitos da época, os coronéis comandantes dos regimentos eram, muitas vezes, aristocratas nomeados para o cargo, com pouca ou nenhuma experiência militar. O cargo de coronel era, assim, quase honorário e os seus titulares encontravam-se, muitas vezes, ausentes dos seus regimentos. Foi necessária a criação de um posto de oficial profissional, com experiência militar, que auxiliasse o coronel nas suas funções de comando. Os tenentes-coronéis acabaram por assumir o comando e a administração efetiva dos regimentos. Tal como aos coronéis, aos tenentes-coronéis, além do comando regimental, estava atribuído o comando de uma das companhias da unidade.

## Insígnias e distintivos

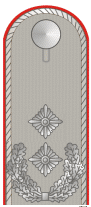
Exército Alemão (Oberstleutnant)
Exército Belga (Lieutenant Colonel)
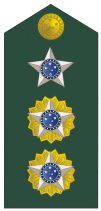
Exército Brasileiro (Tenente Coronel)
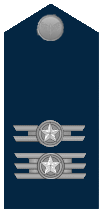
Força Aérea Brasileira (Tenente Coronel)
Exército Britânico (Lieutenant Colonel)
Exército Canadense (Lieutenant Colonel)
Exército dos Estados Unidos (Lieutenant Colonel)
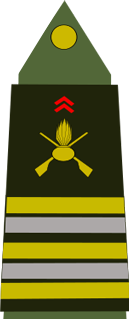
Exército Francês (Lieutenant Colonel)
Exército Italiano (Tenente Colonnello)
Exército Português (Tenente Coronel)

## Portugal
Em Portugal, o posto de tenente-coronel (TCOR) existe no Exército, na Força Aérea e na Guarda Nacional Republicana. Tradicionalmente, estava-lhe atribuída a função de 2º comandante de um regimento ou de comandante de um batalhão independente. Hoje em dia, as suas funções têm uma elevada importância operacional, já que incluem o comando do principal escalão das unidades operacionais das Forças Armadas Portuguesas: o batalhão e o grupo no Exército e na GNR, e a esquadra na Força Aérea.
Já em 1642, os comandantes efetivos dos terços dos quais o Príncipe D. Teodósio foi feito coronel, eram designados "tenentes do Príncipe" ou seja, "tenentes do coronel". No entanto, o posto de tenente-coronel só foi introduzido no Exército Português, na sequência da reorganização definida pelo "Regimento das Novas Ordenanças" de 15 de novembro de 1707. Essa reorganização levou à transformação dos antigos terços de infantaria em regimentos e à alteração da designação dos seus comandantes (até aí "mestres de campo") para "coronéis". Nessa altura, foi também criado o posto de tenente-coronel, com a função de coadjuvar o coronel de cada regimento. Como a Cavalaria e a Artilharia foram também organizadas em regimentos, foram igualmente criadas as patentes de coronel e de tenente-coronel daquelas armas. Os tenentes-coronéis, tais como os coronéis, acumulavam o comando geral dos regimentos, com o comando particular da suas 2ªs companhias (também chamadas "companhias do tenente-coronel"). Nas Milícias, o posto só foi criado em 1763, altura em que os terços auxiliares foram transformados em regimentos de Milícias.

## Brasil
O tenente-coronel é o segundo posto do círculo dos oficiais superiores no Exército Brasileiro, acima do major e abaixo do coronel. Um tenente-coronel comanda uma unidade de tropa (batalhão, regimento de cavalaria ou grupo).